# SATONO

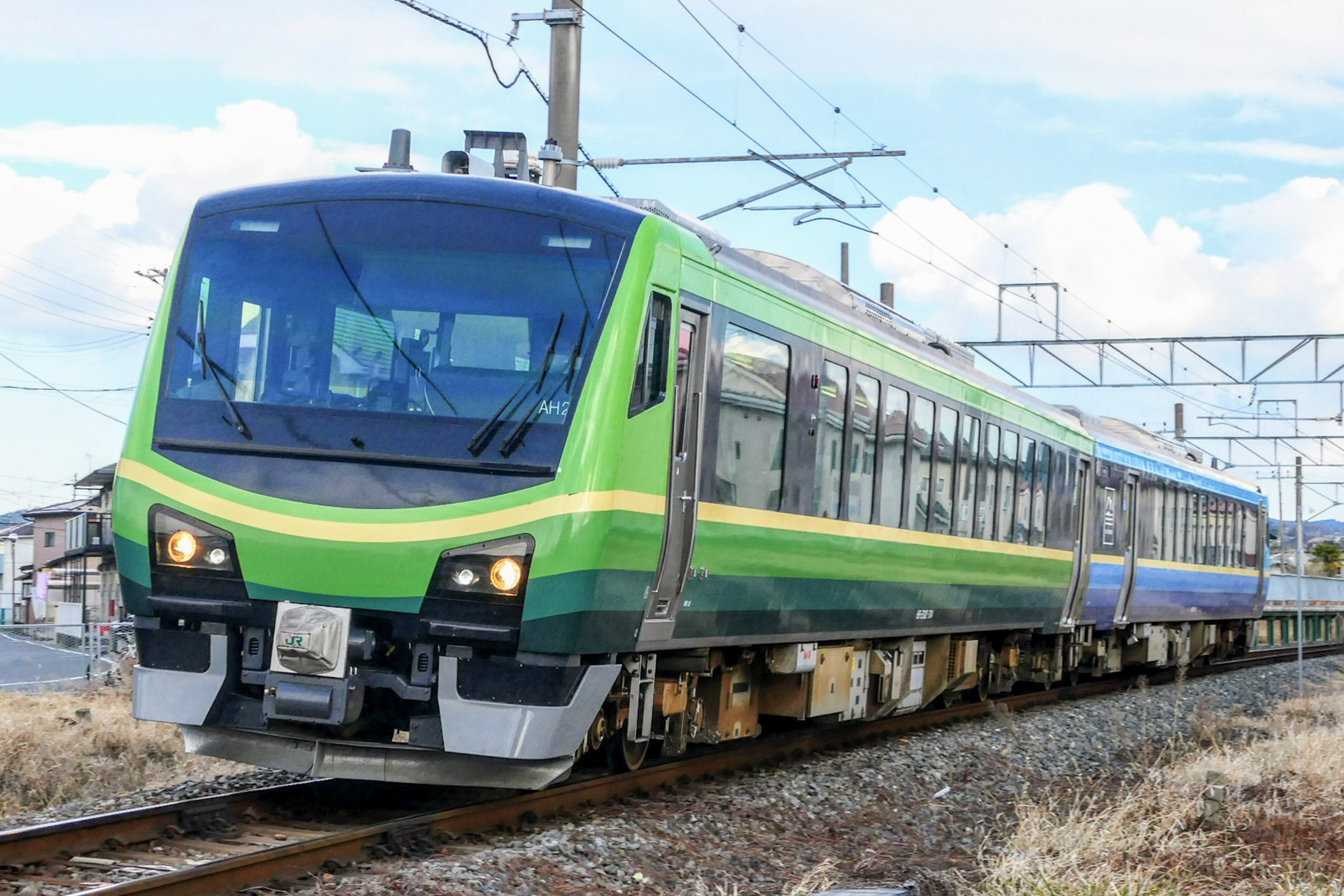
HB-E300系気動車「SATONO」（2025年1月 蛇田駅 - 石巻あゆみ野駅間）

SATONO（さとの）は、東日本旅客鉄道（JR東日本）が保有する観光列車（のってたのしい列車）用の鉄道車両の愛称である。

## 概要
東北地方を中心に2編成が運行されていたHB-E300系「リゾートあすなろ」をリニューアルした車両のひとつである。第1弾の「ひなび（陽旅）」に続いて2022年11月に導入が発表され、2024年4月に営業運転を開始した。愛称の「SATONO」は、郷の景色・香り・文化などを列車旅で楽しんでほしいという想いから付けられている。

## 改造内容
HB-E300系のAH2編成（「リゾートあすなろ」第2編成）をリニューアルしたもので、カラーリングを変更している以外は全て「ひなび（陽旅）」と共通の改造内容である。座席も同編成と同じく1号車がグリーン車、2号車が普通車となっており、1号車となるHB-E302-4のみHB-E302-704に改番されている。
外装色は東北地方の自然を表現しており、1号車（HB-E302-704）は山や田畑の実りをイメージした若葉色と深い緑色のグラデーション、2号車（HB-E301-4）は広い空と深い海をイメージした水色と濃い青色のグラデーションとした。両車両に共通する黄色の帯は、木漏れ日と水面に反射する光を表したものである。
内装は全体的に明るいものとし、1号車の座席は仕切りを青、座席を白を基調としつつ、宮城・福島・山形の各県旗の色を取り入れた配色とした。2号車の座席は背面を白基調、座面を黒基調としている。

## 運用
主に宮城県・福島県・山形県で運用される。
2024年4月6日から、土休日を中心に郡山駅 - 喜多方駅間で運転される臨時快速列車「あいづSATONO」で運行されている。また、山形駅 - 左沢駅間の臨時快速「さくらんぼSATONO」など、シーズンに応じて東北本部管内の臨時列車にも充当されている。